# Triticum turgidum turanicum

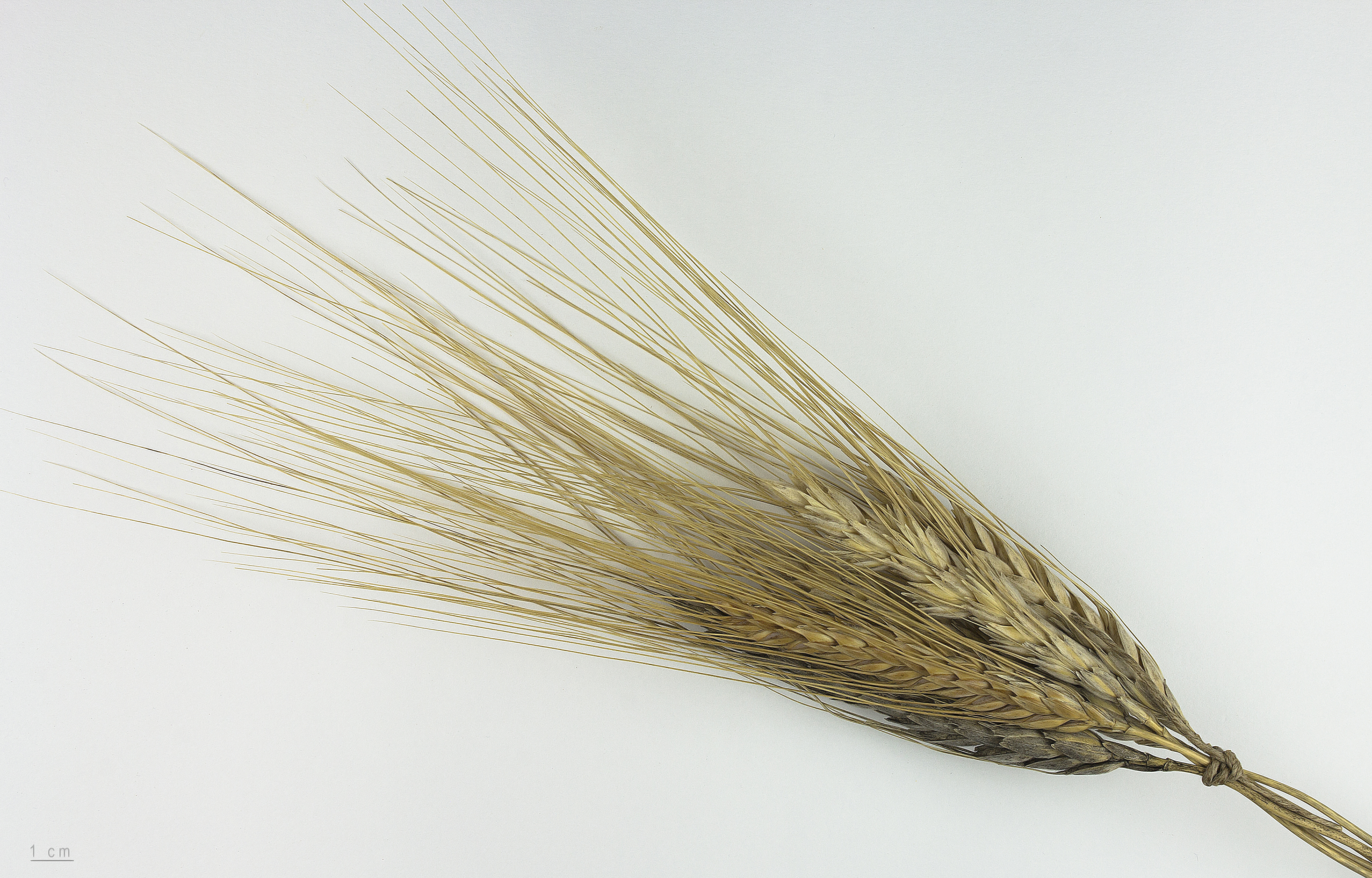
Triticum turgidum subsp. turanicum

Il grano turanicum, frumento orientale o grano Khorasan (Triticum turgidum subsp. turanicum (Jakubz.) A. Löve & D. Löve, 1961) è un frumento tetraploide.
Il nome generico di grano Khorasan deriva dal nome della regione iranica dove fu descritto per la prima volta nel 1921 e dove ancora adesso si coltiva.

## Proprietà nutrizionali
Essendo un antenato del grano duro, ha capacità allergeniche simili al grano comune e non è adatto ai celiaci poiché contiene glutine.
Dato l'alto tenore proteico, si presta alla preparazione di paste alimentari ed è molto versatile in cucina. È inoltre utilizzato per la preparazione di pilaf, in aggiunta a insalate e minestre.

## Analisi chimico-fisica

### Valori generali
| Valori generali         | Grano comune (media USDA) | Grano Khorasan |
| ----------------------- | ------------------------- | -------------- |
| Acqua                   | 11,5%                     | 9,7%           |
| Valore energetico 100 g | 335 cal                   | 359 cal        |
| Proteine                | 12,3%                     | 17,3%          |
| Lipidi totali (grassi)  | 1,9%                      | 2,6%           |
| Carboidrati             | 72,7%                     | 68,2%          |
| Fibre grezze            | 2,1%                      | 1,8%           |
| Ceneri                  | 1,66%                     | 1,82%          |

### Minerali e vitamine
| mg/100 g          | Grano Comune (media USDA) | Grano Khorasan |
| ----------------- | ------------------------- | -------------- |
| Calcio            | 30                        | 31             |
| Ferro             | 3,9                       | 4,2            |
| Magnesio          | 117                       | 153            |
| Fosforo           | 396                       | 411            |
| Potassio          | 400                       | 446            |
| Sodio             | 2,0                       | 3,8            |
| Zinco             | 3,2                       | 4,3            |
| Rame              | 0,44                      | 0,46           |
| Manganese         | 3,8                       | 3,2            |
| Vitamina B1       | 0,42                      | 0,45           |
| Vitamina B2       | 0,11                      | 0,12           |
| Niacina           | 5,31                      | 5,54           |
| Acido pantotenico | 0,91                      | 0,23           |
| Vitamina B6       | 0,35                      | 0,08           |
| Folacina          | 0,0405                    | 0,0375         |
| Vitamina E        | 1,2                       | 1,7            |

### Aminoacidi
| g/100 g          | Grano Comune (media USDA) | Grano Khorasan |
| ---------------- | ------------------------- | -------------- |
| Triptofano       | 0,194                     | 0,117          |
| Treonina         | 0,403                     | 0,540          |
| Isoleucina       | 0,520                     | 0,600          |
| Leucina          | 0,964                     | 1,23           |
| Lisina           | 0,361                     | 0,440          |
| Metionina        | 0,222                     | 0,250          |
| Cistina          | 0,348                     | 0,580          |
| Fenilalanina     | 0,675                     | 0,850          |
| Tirosina         | 0,404                     | 0,430          |
| Valina           | 0,624                     | 0,800          |
| Arginina         | 0,610                     | 0,860          |
| Istidina         | 0,321                     | 0,430          |
| Alanina          | 0,491                     | 0,630          |
| Acido aspartico  | 0,700                     | 0,980          |
| Acido glutammico | 4,68                      | 5,97           |
| Glicina          | 0,560                     | 0,650          |
| Prolina          | 1,50                      | 1,44           |
| Serina           | 0,662                     | 0,930          |

## Kamut
Kamut è un marchio registrato con cui viene commercializzato il Triticum turanicum. Il marchio è di proprietà della società statunitense Kamut, fondata nel Montana da Bob Quinn che nel 1990 aveva chiesto e ottenuto la protezione di quella varietà vegetale registrandola all’USDA (il ministero dell’Agricoltura statunitense) con il nome ufficiale di QK-77.